# Negru eriocrom T
Negru eriocrom T este un compus organic utilizat ca indicator complexonometric, de exemplu în procesul de dozare a durității apei.

## Proprietăți
În forma sa deprotonată, compusul prezintă o culoare albastră, și devine roșu în momentul în care formează un complex cu ionii de calciu, magneziu și alți ioni. Mai poate fi utilizat pentru a detecta prezența pământurilor rare.

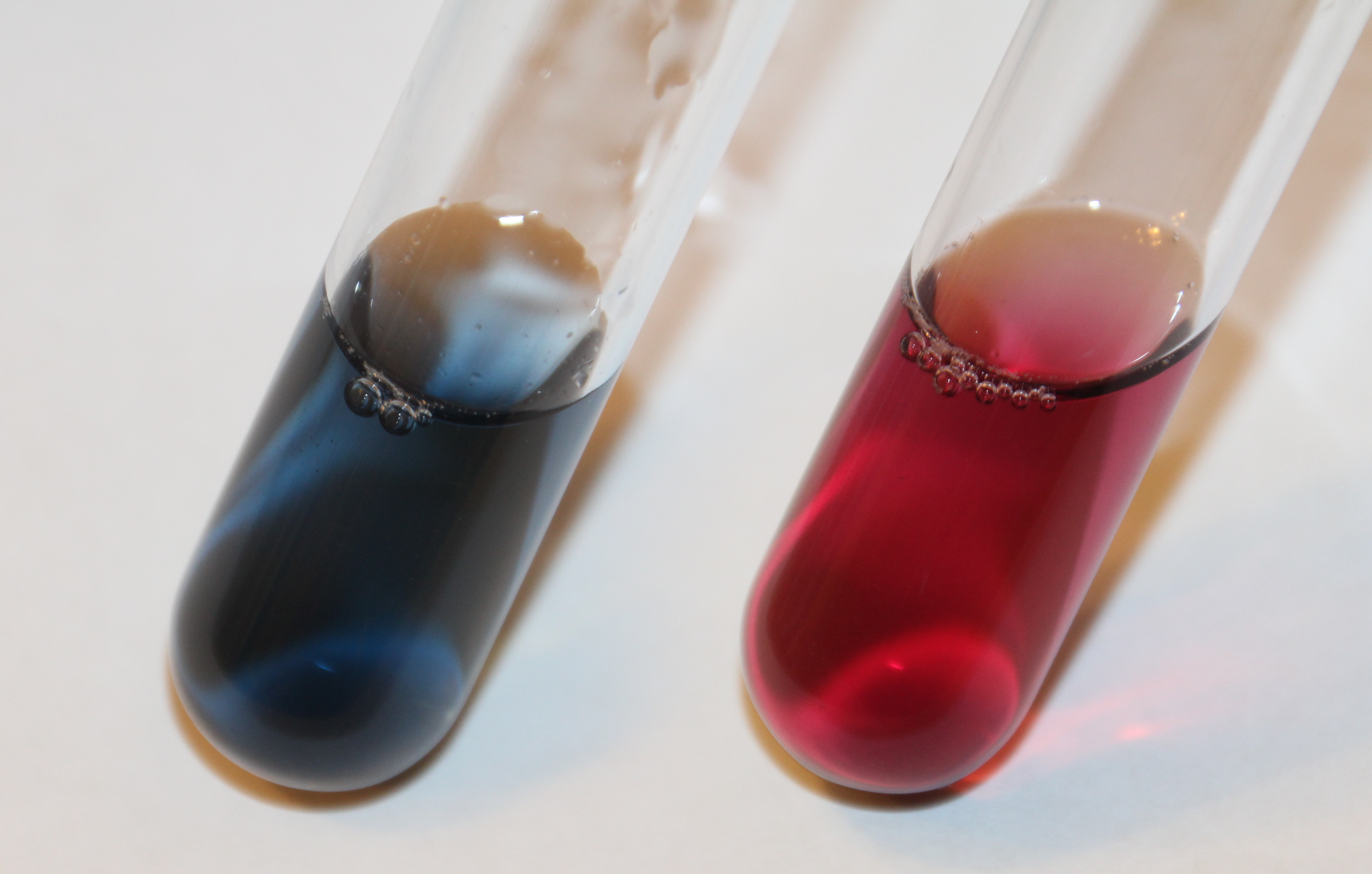
Negru eriocrom T este albastru în soluție tampon la pH 10. Devine roșu în prezența ionilor de Ca^{2+}.